# Jánosfölde
Jánosfölde (románul: Iohanisfeld) falu Romániában, a Bánságban, Temes megyében.

## Fekvése
Zsombolyától délkeletre fekvő település.

## Története
Jánosfölde falut gróf Buttler János telepítette a 19. század első éveiben. 1806-ban a helység már be volt népesítve.
1851-ben Fényes Elek írta a településről:
... német falu, Torontál vármegyében, Párdányhoz nem messze: 1348 katholikus, 10 zsidó lakossal, katholikus paroch. templommal. Lakosai contractualisták, s vagyonos emberek. Földesura gróf Buttler János örököse. Utolsó posta: Nagy Becskerek.
A trianoni békeszerződés előtt Torontál vármegye Párdányi járásához tartozott.
1910-ben 1710 lakosából 91 magyar, 1572 német, 34 szerb volt. Ebből 1664 római katolikus, 38 görög keleti ortodox volt.

### Az első világháború után
1951-ben 253 bánáti sváb lakosát deportálták a Bărăganra.